# خانه باکوچی
خانه باکوچی مربوط به دوره زند - دوره قاجار است و در کاشان، محله سلطان امیراحمد، حدفاصل قلعه جلالی واقع شده و این اثر در تاریخ ۸ اسفند ۱۳۷۷ با شمارهٔ ثبت ۲۲۶۷ به‌عنوان یکی از آثار ملی ایران به ثبت رسیده است.